# Choroba wodorowa miedzi
Choroba wodorowa miedzi – szkodliwe zjawisko zachodzące w miedzi. Powyżej temperatury 380 °C tlen w miedzi występuje w postaci tlenku miedzi(I) Cu2O (poniżej znajduje się w postaci tlenku miedzi(II) CuO). Wskutek wyżarzania w temperaturze powyżej 500 °C następuje dyfuzja atomów wodoru w głąb sieci krystalicznej tego metalu. Atomy wodoru potrafią penetrować miedź na znaczne głębokości. Wodór w miedzi reaguje z zawartym w niej tlenkiem miedzi, w której to reakcji wydziela się para wodna:
Cu
2O + H
2 → 2 Cu + H
2O
Para wodna, która nie będąc w stanie wydostać się na zewnątrz, gromadzi się wewnątrz struktury krystalicznej, wytwarzając znaczne ciśnienie, które powoduje powstawanie mikropęknięć i naderwań oraz zmniejszenia plastyczności miedzi.
Choroby wodorowej można uniknąć poprzez użycie miedzi niezawierającej tlenu lub przez wyżarzanie w atmosferze niezawierającej wodoru i jego łatwo rozkładających się związków.